# St. Aegidius (Berne)

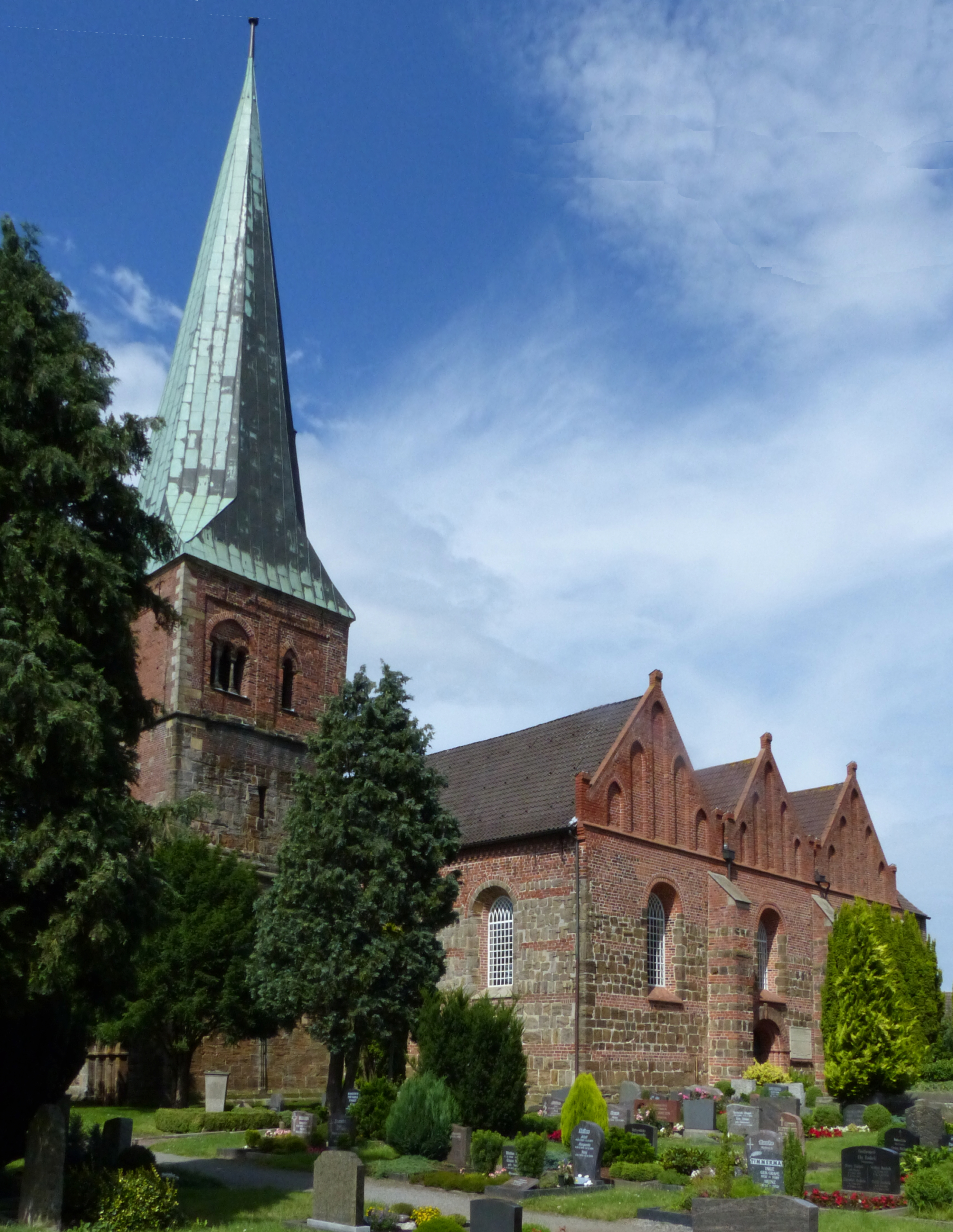
St. Aegidius in Berne von Südwesten

Die evangelisch-lutherische Kirche St. Aegidius in Berne, dem Hauptort des Stedingerlandes, ist ein gotischer Bau nach dem Vorbild westfälischer Hallenkirchen mit einer Ausstattung vor allem des 17. Jahrhunderts.

## Baugeschichte

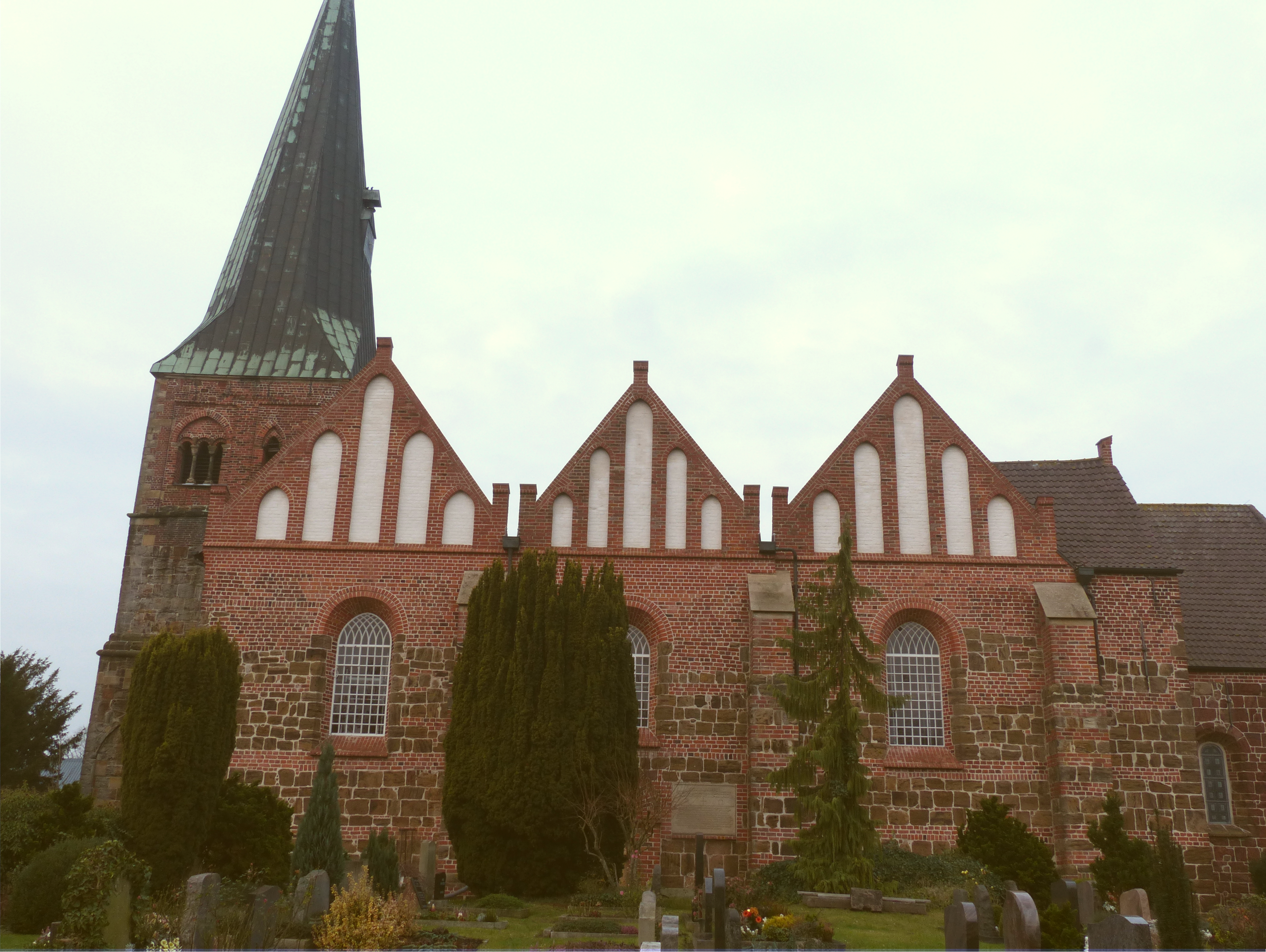
Südseite, unten Rundbögen und Nänderung, oben Spitzbogenblenden

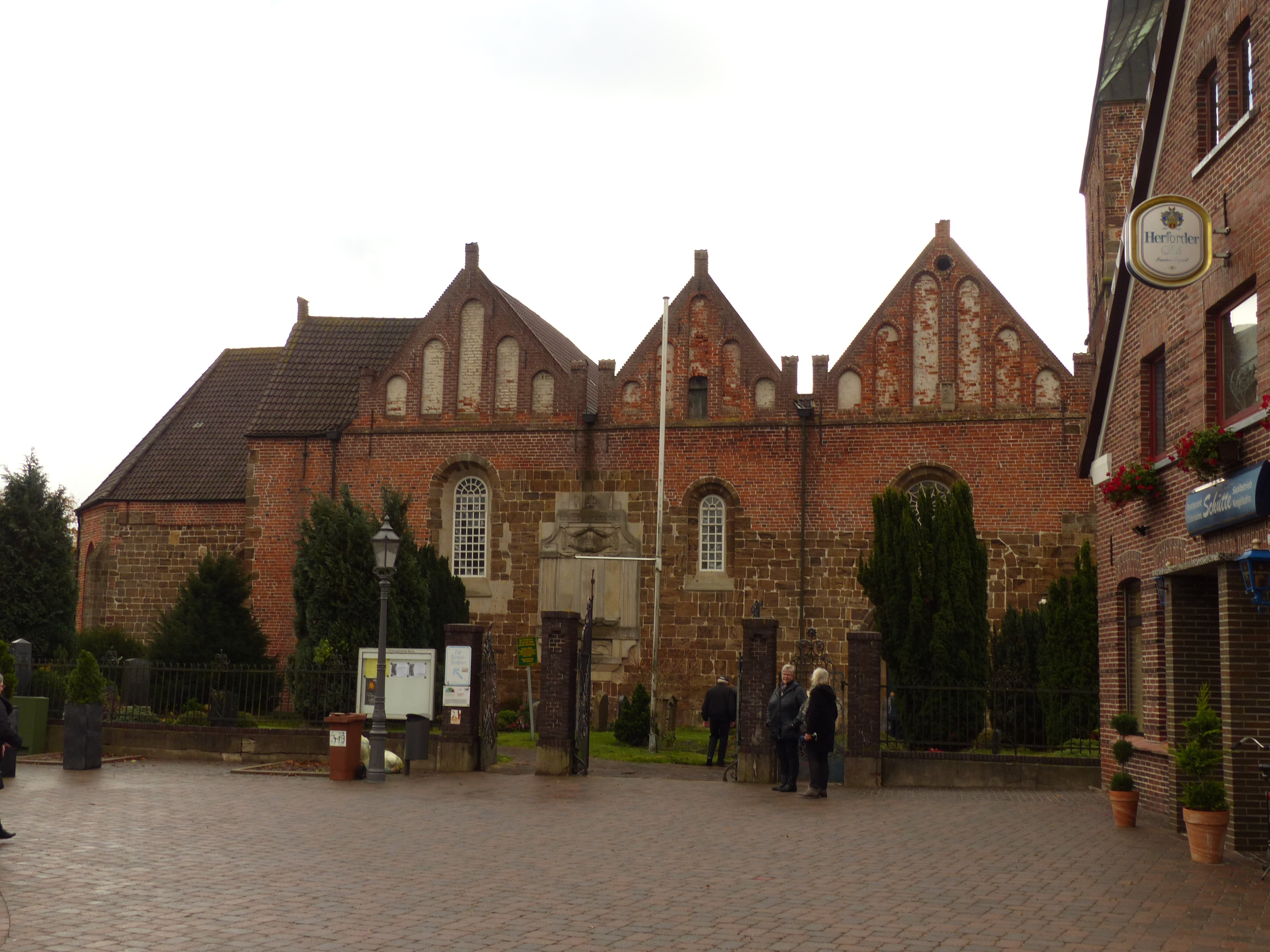
Schiff und Chor von Norden

An einer Stelle war schon mindestens seit der vorrömischen Eisenzeit bis ins 6. Jahrhundert nachweislich besiedelt. Mit der Erschließung der Wesermarsch durch die Stedinger wurde hier eine erste Kirche gebaut, einer Chronik aus dem Jahr 1618 zufolge 1057. Später wurde sie durch eine einschiffige romanische Kirche aus Sandstein von der Oberweser errichtet. Deren Mauerwerk ist in der Nordwand und im Turm noch erhalten. Das übrige Material wurde später weiterverwendet.
Nach seinem Sieg über die freiheitsliebenden Stedinger Bauern in der Schlacht bei Altenesch (1234) ließ der Bremer Erzbischof Gerhard II. die Kirche auf die doppelte Größe erweitern, nach dem Vorbild der kurz vorher so gestalteten Bremer Liebfrauenkirche als Hallenkirche mit quer gestellten Dachfirsten. Für den Umbau hatte Gerhard II. Bauleute aus seiner Heimat Lippstadt kommen lassen, wo die Marienkirche als Hallenkirche schon vor 1200 begonnen und 1222 geweiht worden war. Die westfälischen Bauleute hatten jedoch keine Erfahrung mit der Pfahlgründung auf weichen Marschböden, sodass später immer wieder Pfeiler absackten und die Statik des Bauwerks gefährdeten. Ein deswegen höher gelegter Fußboden wurde bei den Restaurierungs- und Sicherungsarbeiten 1985–1986 wieder entfernt. Das Chorpolygon wurde in der Mitte des 15. Jahrhunderts, die Gewölbe vermutlich 1577 (Inschrift) erneuert.
Das Küsterhaus Am Kirchhof 1 aus dem 19. Jh. steht vor dem Chor

Das Pastorat Am Kirchhof 4 aus dem 19. Jh. steht südlich der Kirche.

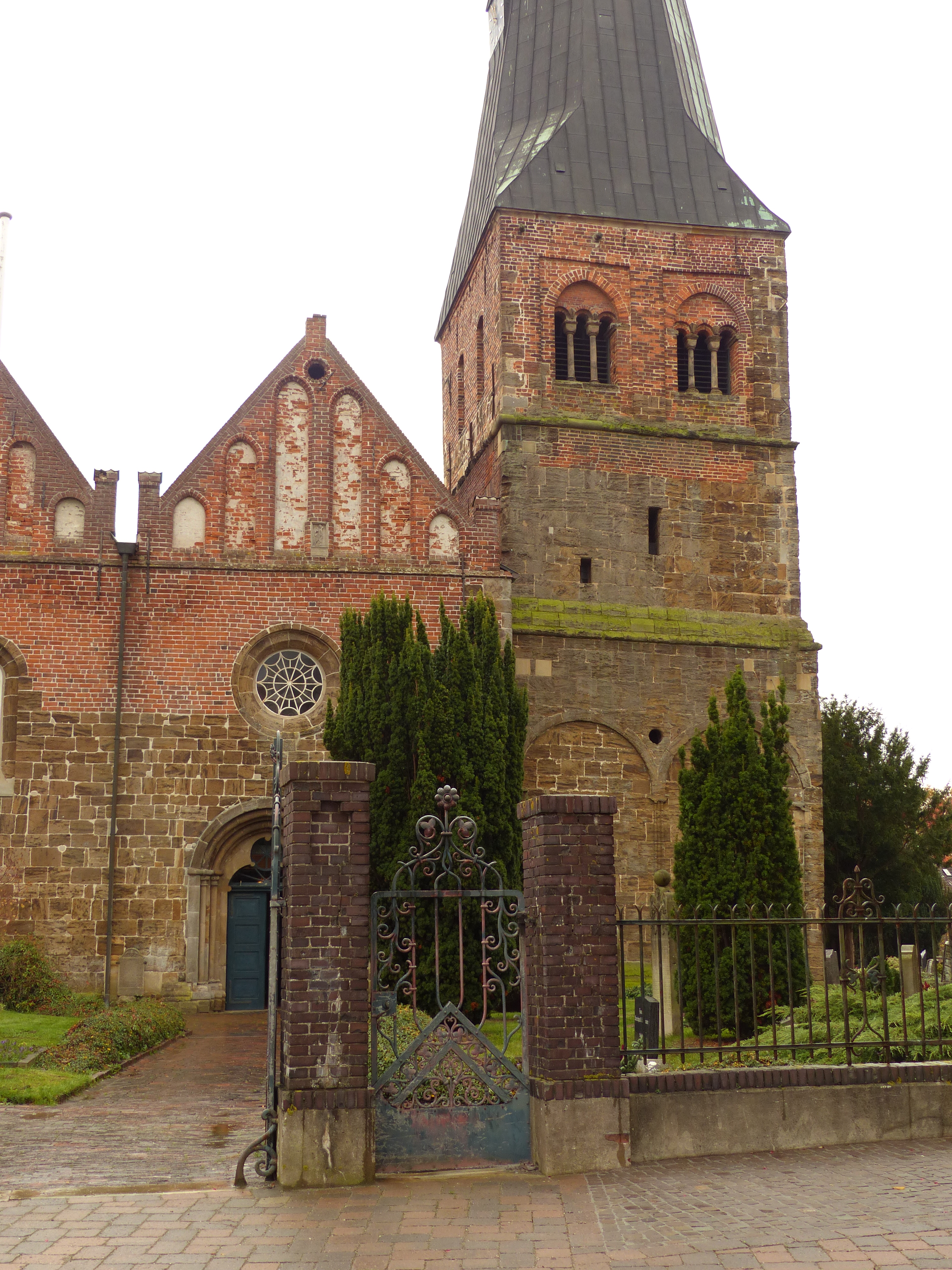
Turm von Norden
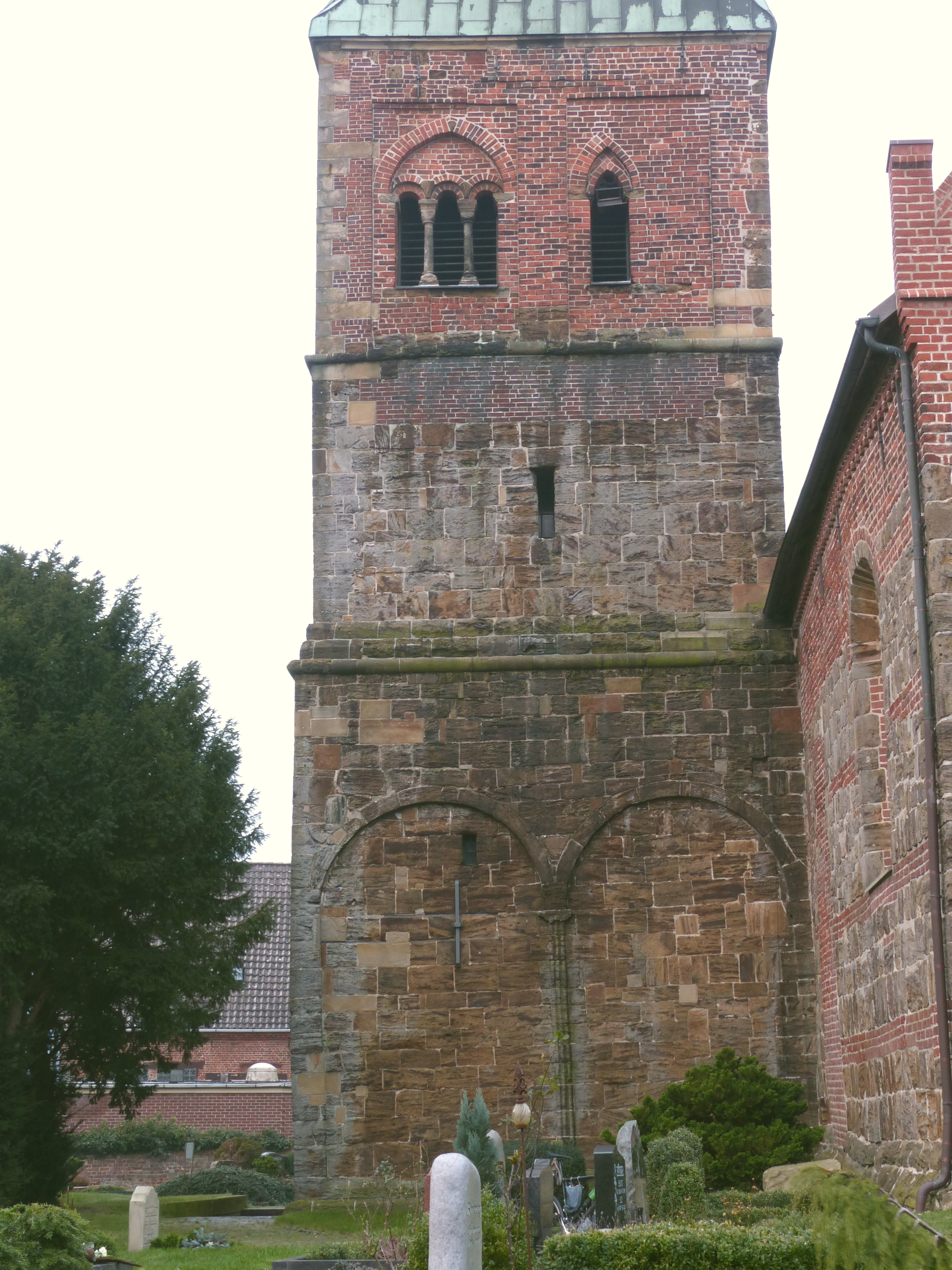
Turm von Süden, unterer Teil mit zarter Mittellisene

## Architektur

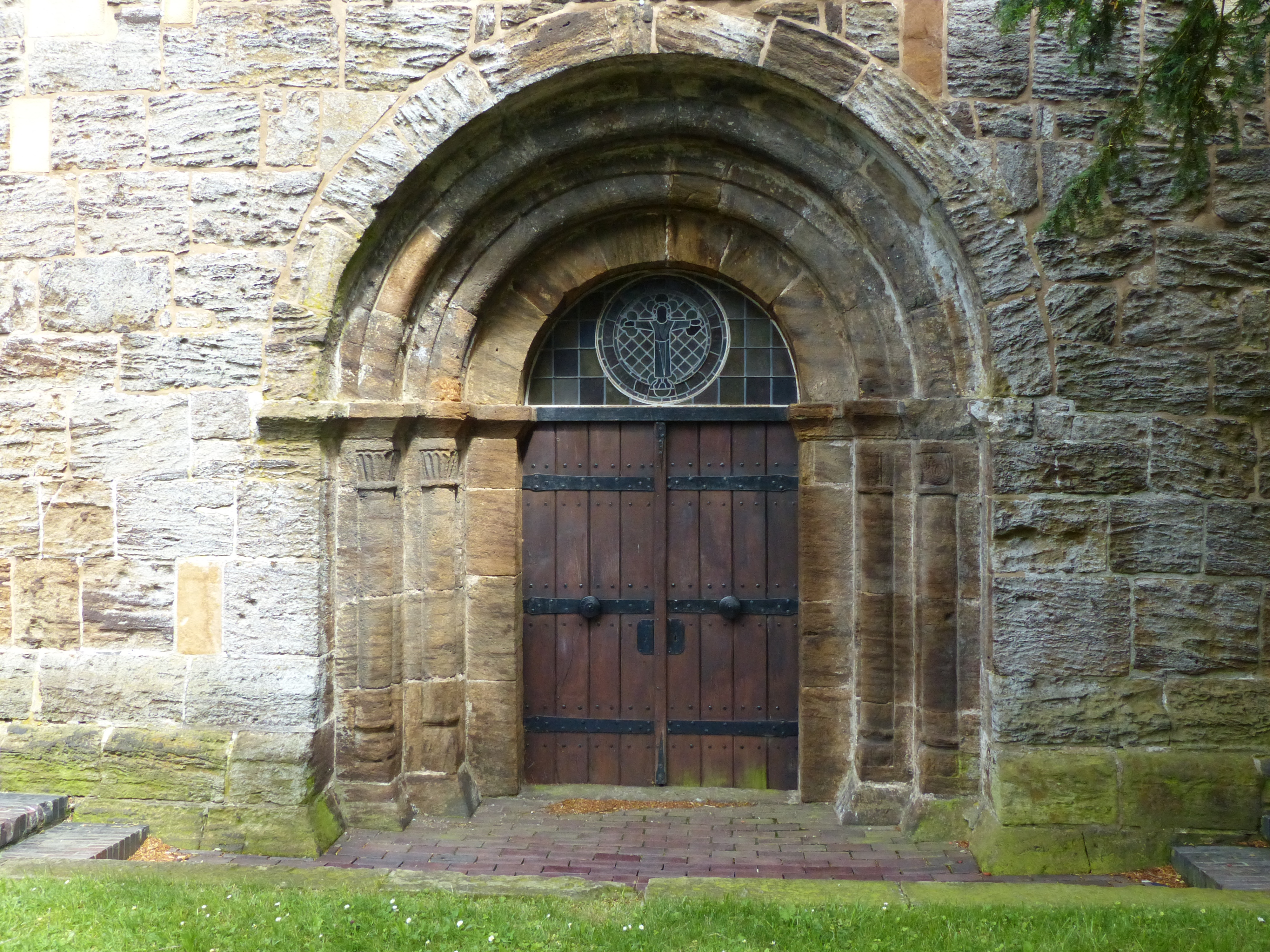
Romanisches Westportal

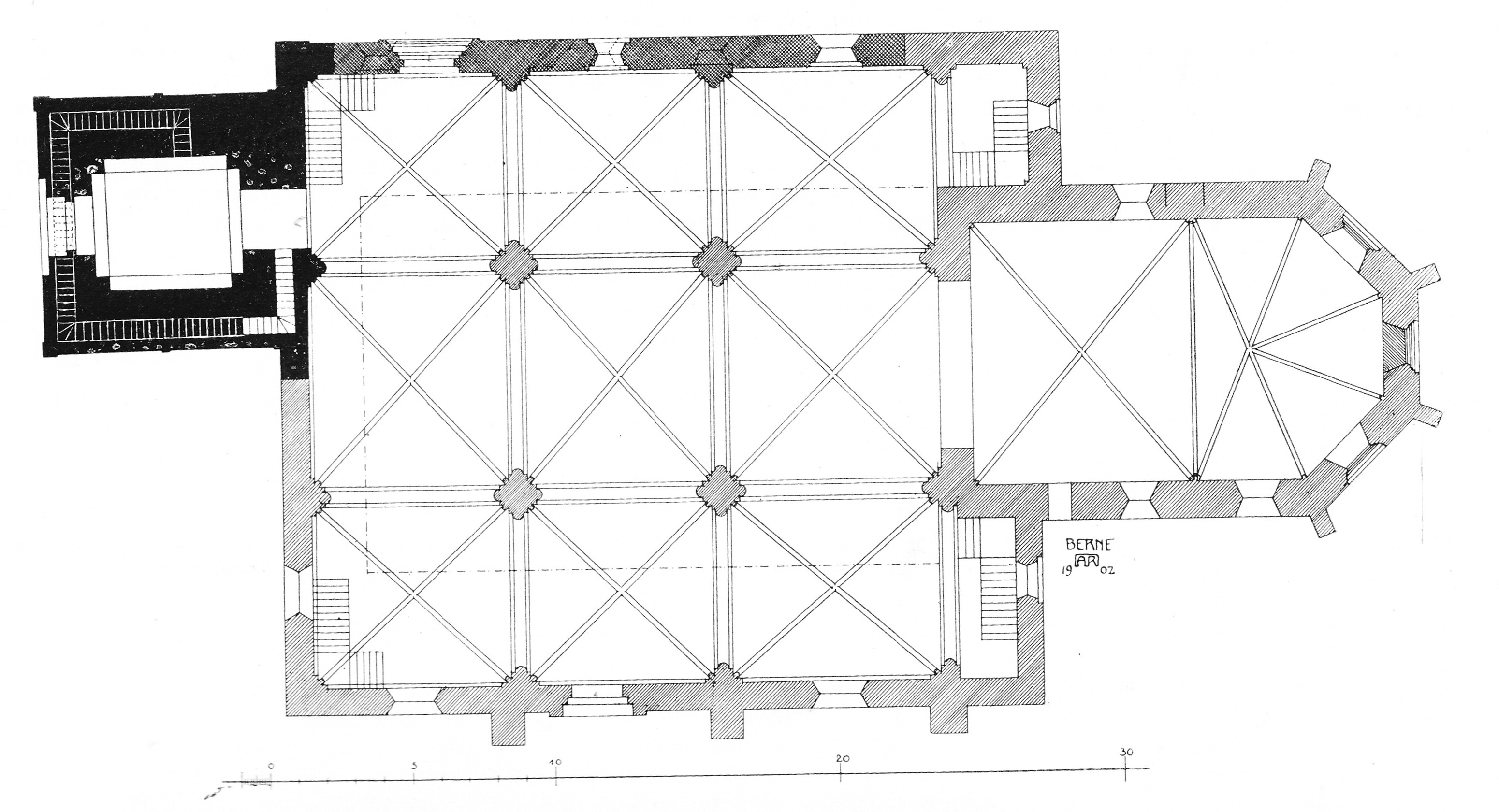
Grundriss der Kirche St. Aegidius in Berne

Der mächtige Westturm, seit dem Umbau im 13. Jahrhundert asymmetrisch vor der Fassade stehend, zeigt mit der Lisenengliederung im Untergeschoss und dem Stufenportal mit seinen eingestellten Säulchen deutlich seine romanische Entstehungszeit. Durch den Umbau entstand bis in Traufenhöhe eine für die Spätromanik typische Kombination gotischer Gewölbe (in angevinischer Form nach dem Vorbild der Kathedrale von Poitiers) romanisch-rundbogigen Wandöffnungen, wie auch die Bremer Liebfrauenkirche ab den 1220er Jahren zunächst gehabt haben mag. Das Nordportal weist trotz siens Rundbogens Blattkapitelle und ein kleeblattförmiges Tympanon auf, die eher für die Gotik typisch sind.
Backstein ist an der Nordseite des Schiffs (ab etwa halber Höhe der hier trotzdem ganz in Sandstein gefassten Fenster), an den Ostgiebeln der Seitenschiffe, an Nord- und Ostseite des Turms und an den spätgotischen Erweiterungen des Chors größtenteils im Wendischen Verband gemauert. West- und Südfassade des Schiffs zeigen eine Bänderung aus Sandstein und Backstein, der hier jedoch im erst ab dem 17. Jahrhundert üblichen Kreuzverband gemauert ist. Daher bleibt offen, ob die Bänderung schon im 13. Jahrhundert geschaffen wurde, um mit dem vom Vorgängerbau übernommenen Sandstein nun größere Wandflächen zu gestalten, oder ob die Bänderung erst später entstand, indem man schadhafte Teile der Sandsteinverblendung mit Backstein ersetzte, gegebenenfalls unter Umsetzung einzelner Sandsteinquader. 
Das Innere zeigt eine quadratische, in 3 × 3 gewölbte Joche gegliederte Halle. Den westfälischen Einfluss erkennt man auch hier an den kreuzförmigen Pfeilergrundrissen mit vorgelegten Halbsäulen und eingestellten Diensten (sog. Marienfelder Pfeiler). Die gemalte Distelornamentik im Chor, erst vor wenigen Jahrzehnten wieder freigelegt, stammt aus spätgotischer Zeit.

## Ausstattung

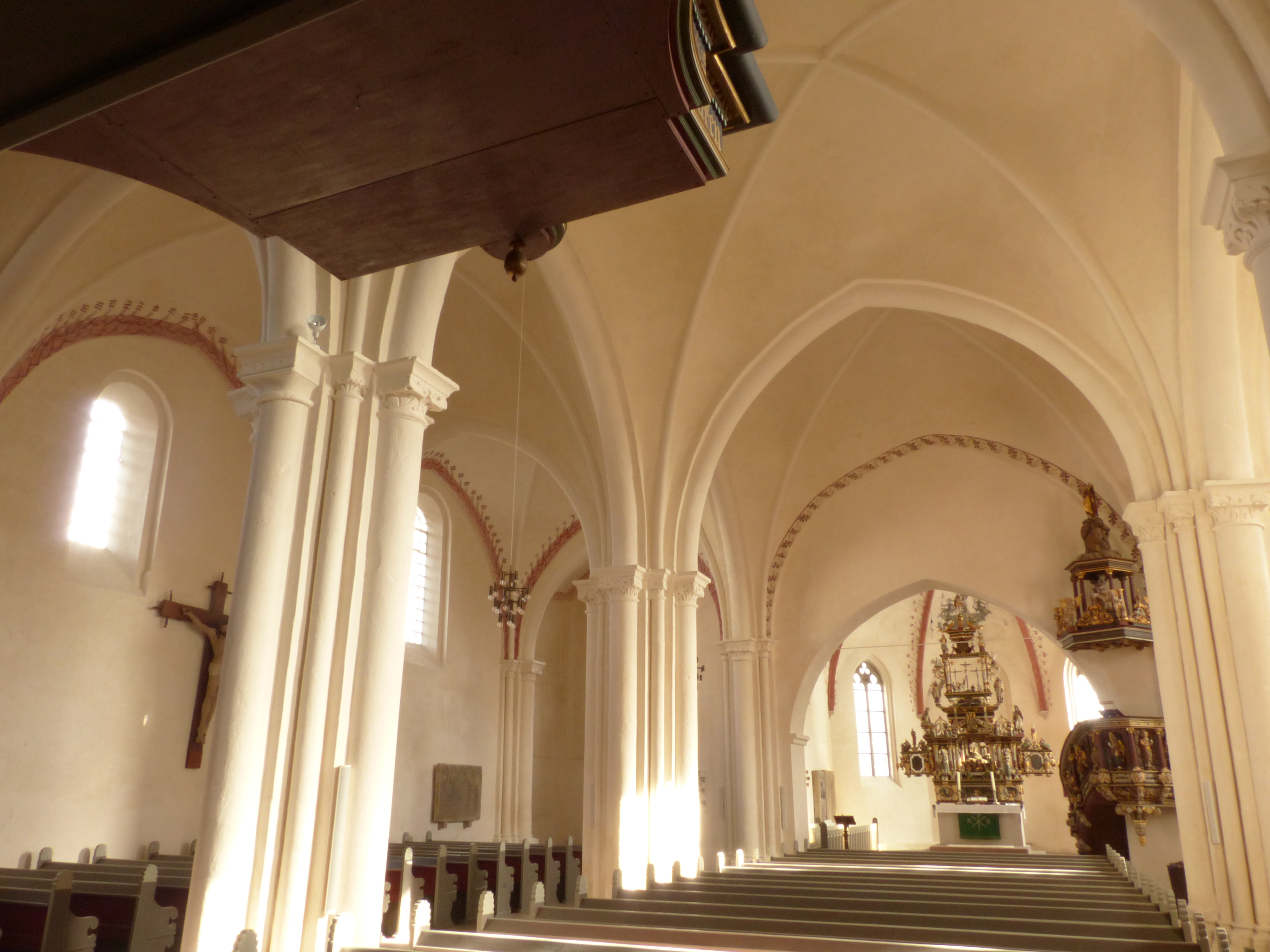
Hallenschiff, Kanzel, Altar

An der Wand hoch hinter dem Altar ist auch ein 1980 aufgedeckter, gemalter Schattenriss der Altarbekrönung erkennbar, vermutlich „weniger als Entwurf gedacht als vielmehr zur Veranschaulichung für die Auftraggeber, wie hoch der Altar einmal werden würde.“ Dass hier noch die Hand des 1637/38 gestorbenen Ludwig Münstermann erkannt werden kann, ist vermutet worden, sicherlich ist aber die Ausführung des Altars entweder seiner Hamburger Werkstatt oder einem regionalen Nachfolger zuzuschreiben. Das 1637 inschriftlich datierte Retabel folgt im Aufbau demjenigen in Rodenkirchen von 1629. In mehreren Geschossen übereinander entwickelt sich das christologische Thema, entlang der Mittelachse von der Anbetung der Hirten in der Predella über Abendmahl und Passion bis zur Kreuzigungsgruppe in der Bekrönung. Der Bühnenraum des Hauptbildes ist durchbrochen, so dass das Licht des Mittelfensters auch von hinten auf die Szene fällt.
An der 1658 datierten Kanzel ist stilistisch die Hand eines auch am Altar tätigen Bildschnitzers zu erkennen. An Treppenwange und Brüstung befinden sich Figuren des Alten Testamentes, unten am Kanzelkorb ein Relief der Hochzeit zu Kana, oben ein prächtiger Schalldeckel.
Ein hölzernes Epitaph von 1649 an der Nordwand des Chors, angeblich für den Berner Vogt Encke Stadtlander, ist signiert „WAF“ und zeigt die Himmelfahrt Christi über der Kreuzigung.
Über dem modernen Taufbecken in der nördlichen Seitenschiffskapelle hängt ein vorzüglich modellierter, nahezu unbekleideter  Taufengel mit Datierung „1653“ und einer Stifterinschrift auf der nackten Brust, die diese nach Typus und Qualität bemerkenswerte Skulptur zugleich als ein für den in diesem Jahr im Alter von 18 Jahren verstorbenen Organisten Gerhard Vollers gestiftetes Epitaph interpretieren lässt.
Ein lebensgroßer Gekreuzigter aus der 2. Hälfte des 15. Jahrhunderts diente wohl als Triumphkreuz.

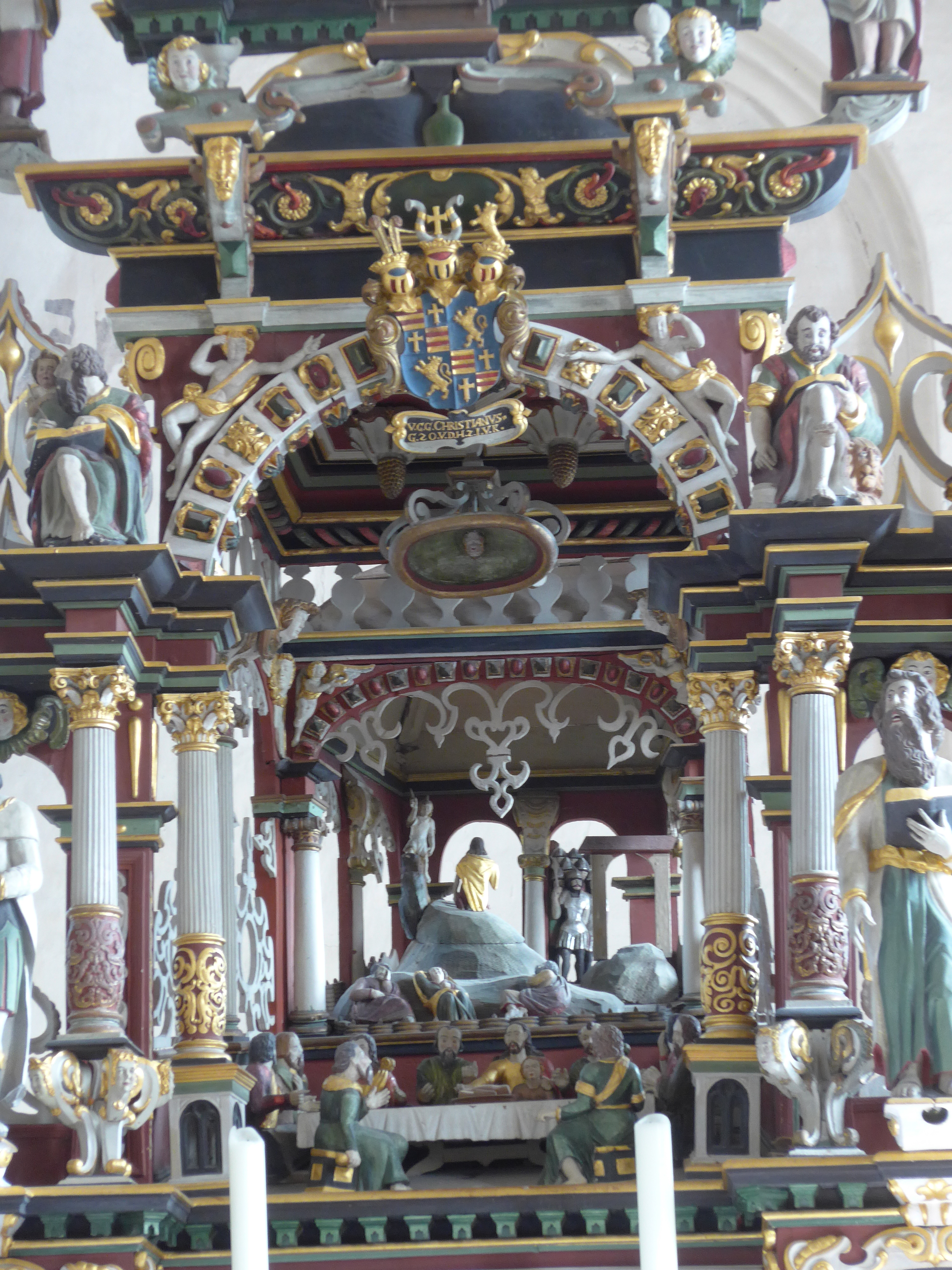
Altaraufsatz, 1637 von einem Nachfolger Münstermanns
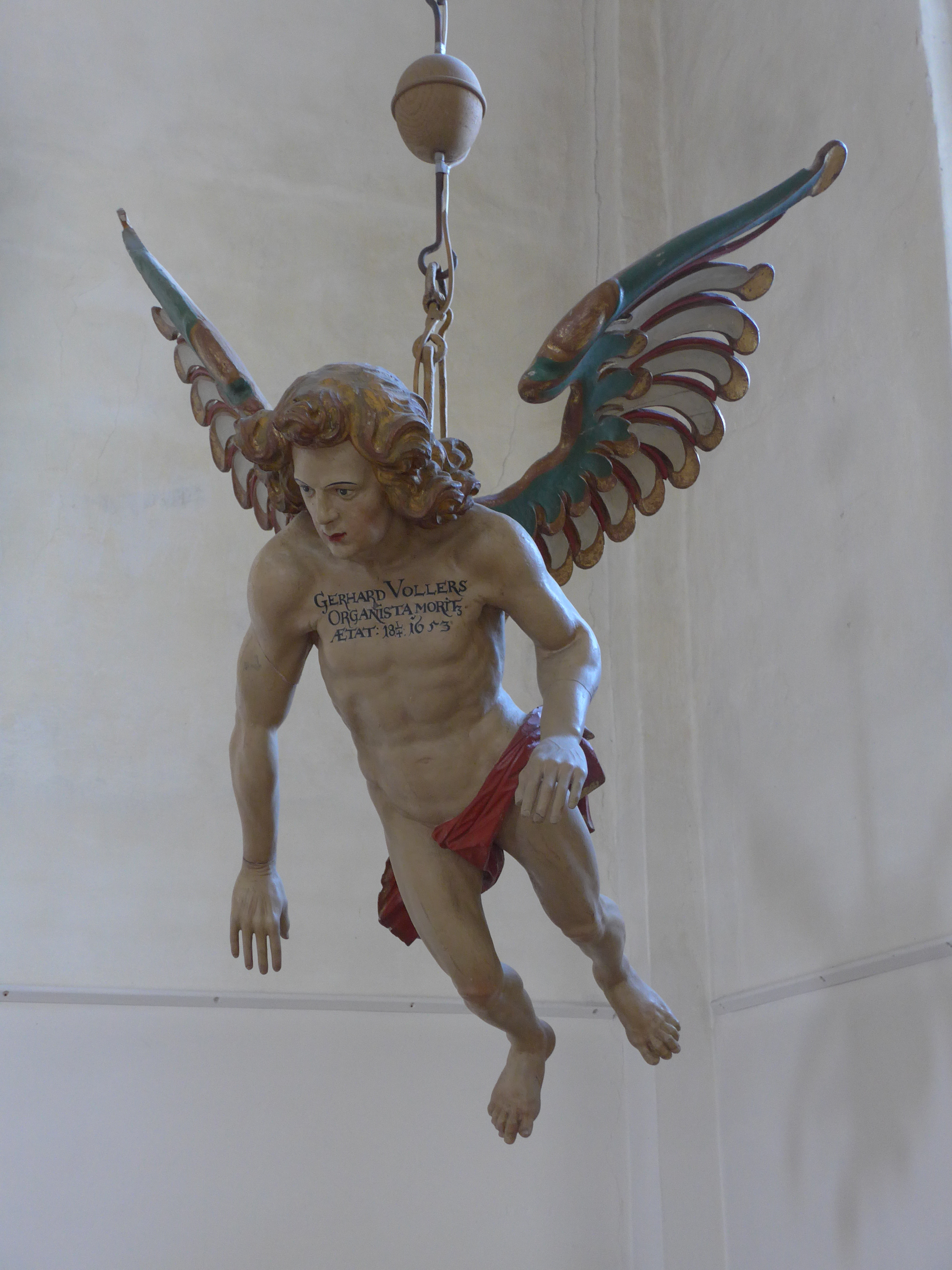
Taufengel Holz, farbig gefasst, datiert 1653

## Orgel
Die ältesten Teile der Orgel wurden 1593 bis 1596 von Reinhartt von Lampeler aus Brabant gebaut, doch sind vielfache Veränderungen darüber hinweggegangen: Im 17. Jahrhundert erweiterte Harm Kröger das Instrument durch ein Rückpositiv und ein Pedalwerk hinzu, 1714 führte Christian Vater eine umfangreiche Reparatur durch und erneuert das Gehäuse. Der heutige Zustand geht auf eine Restaurierung durch die Firma Alfred Führer im Jahre 1960 zurück.
1750 entstanden die biblischen Szenen nach Kupferstichen von Matthäus Merian an der Orgelempore, 1778 wurde der Orgelprospekt unter Verwendung älterer Knorpelwerk-Ornamente des 17. Jahrhunderts neu gestaltet und bemalt. Von 1643 stammt die ideale Innenansicht eines Kirchenraums unter der Orgel.
Die Disposition lautet wie folgt:
| I Hauptwerk C–f3 |        |
| Principal        | 08′    |
| Quintadena       | 16′    |
| Rohrflöte        | 08′    |
| Oktav            | 04′    |
| Quinte           | 03′    |
| Oktav            | 02′    |
| Gemshorn         | 02′    |
| Mixtur IV–VI     | 01 ⁄3′ |
| Trompete         | 08′    |

| II Rückpositiv C–f3 |    |
| Quintadena          | 8′ |
| Gedackt             | 8′ |
| Principal           | 4′ |
| Gedacktflöte        | 4′ |
| Waldflöte           | 2′ |
| Oktav               | 2′ |
| Sesquialtera III    |    |
| Scharff IV          | 1′ |
| Krummhorn           | 8′ |

| Pedal C–f1 |     |
| Principal  | 16′ |
| Oktav      | 08′ |
| Oktav      | 04′ |
| Mixtur II  | 02′ |
| Posaune    | 16′ |
| Trompete   | 08′ |
| Trompete   | 04′ |

- Koppeln: II/I, I/P, II/P
- Neben- und Effektregister: Tremulant, Zimbelstern